# Miluše Kepková
Miluše Kepková (6. června 1944 Praha – 7. září 2022) byla grafička a sklářská výtvarnice, která spolupracovala se svým mužem Zdeňkem Kepkou roku 1982 emigrovala do Německa. Rodina Kepkových provozuje prosperující sklářskou firmu Kepka Art GmbH Euskirchen.

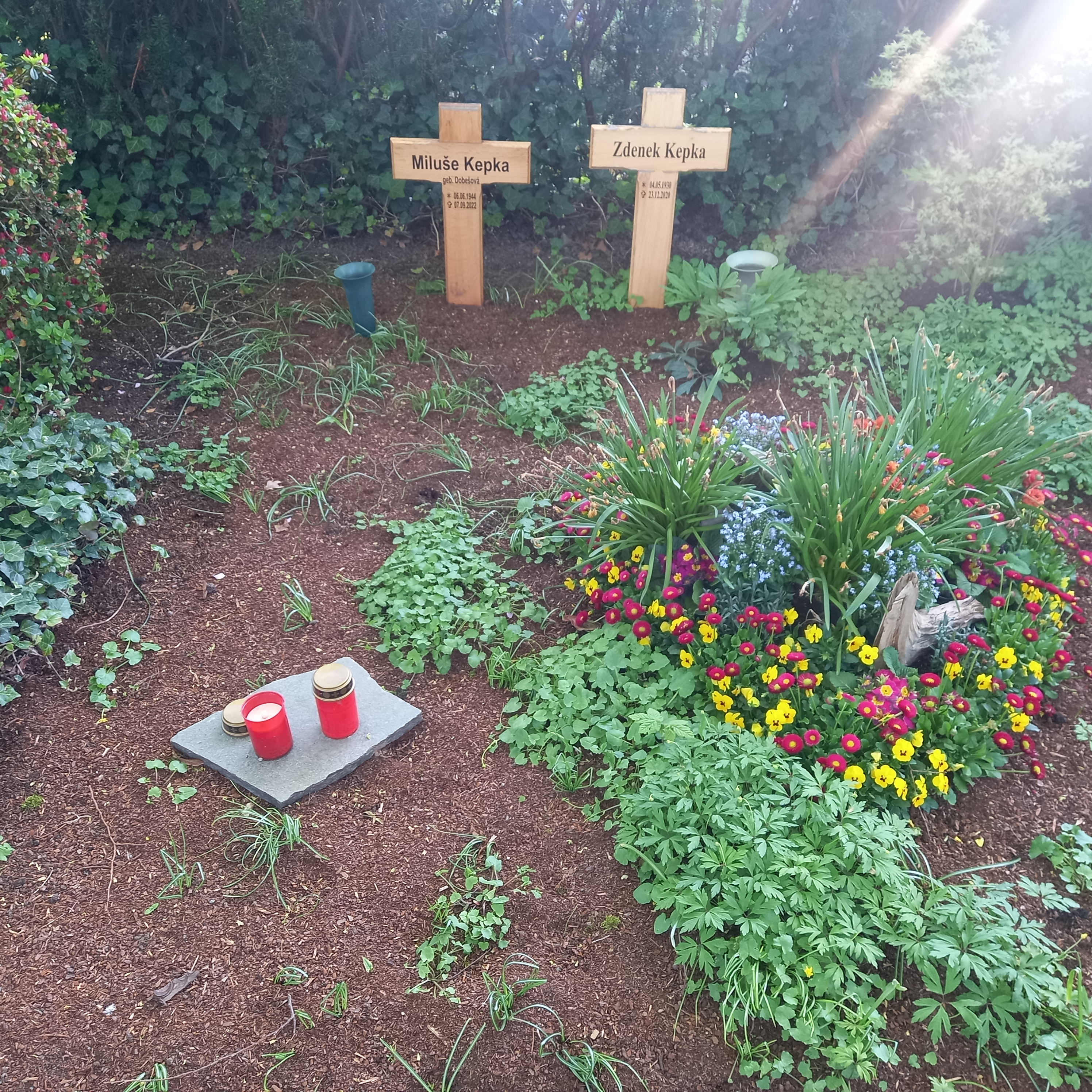
Hrob Zdeněke Kepky a Miluše Kepkove na hřbitově Rüngsdorf v Bonnu

## Život a dílo
Miluše Kepková (* 1944) absolvovala v letech 1958-1962 střední výtvarnou školu, ale nebyla přijata na vysokou školu, protože její otec byl v 50. letech odsouzen. V letech 1962-1976 pracovala jako grafička ve svobodném povolání. Se Zdeňkem Kepkou se seznámila, když navrhovala interiéry závodního klubu v Kostelci nad Labem a potřebovala poradit s realizací skleněné stěny. Miluše Kepková se pod jeho vedením začala rovněž věnovat práci se sklem a stala se později známá svými figurativními plastikami.
Rodinná manufaktura Kepkových v Kostelci nad Labem sehrála významnou roli v 60. a 70. letech, kdy pracovala na zakázkách sklářských výtvarníků, mezi kterými byli Vladimír Jelínek, Vladimír Kopecký, František Vízner, ad.
V té době už byli Zdeněk Kepka a jeho bratr Vladimír známi i v zahraničí díky výstavám organizovaným n.p. Skloexport i Art Centru, které jejich díla prodávalo. Roku 1971 byly některé jejich práce přijaty na prestižní přehlídku Salon International des Industries at Arts du Feu (SIFE) v Paříži a plastika Tvar a světlo zde získala cenu ze nejlepší dílo - Oscara, kterou uděluje Revue ABC Dècor. Roku 1977 dostali diplom na přehlídce skla Coburger Glaspreis, což bylo zcela výjimečné u sklářů, kteří neměli vysokoškolské vzdělání.
Rodina Miluše a Zdeňka Kepkových ve snaze zajistit lepší budoucnost svým dětem roku 1982 emigrovala do Německa. Usadili se v Rheinbachu, odkud roku 1986 přesídlili do Euskirchenu. Ve své firmě Kepka Art GmbH, Euskirchen zaměstnávají 15 lidí, včetně dvou vlastních dcer Martiny a Michaely. Zdeňkův bratr Vladimír zůstal v Československu a zemřel roku 1998 v Neratovicích.

### Ocenění
- 1962 Cena za grafiku, Galerie bratří Čapků, Praha

### Výstavy (výběr)

#### Autorské
- 1978 Zámek Veltrusy (se Zdeňkem Kepkou)
- 1981 Mělník (se Zdeňkem Kepkou)
- 1982 Vídeň (se Zdeňkem Kepkou)
- 1984 Ausstelung des BDA, Galerie im Eichholz, Bonn (se Zdeňkem Kepkou)
- 1985 Träume aus Glas, Düsseldorf (se Zdeňkem Kepkou)
- 1986 Turm Galerie Bodo Schröder, Bonn (se Zdeňkem Kepkou)
- 1987 Phantasie im Glas, Dresdner Bank AG, Kolín nad Rýnem (se Zdeňkem Kepkou)

#### Skupinové
- 1961 Brno
- 1962 Výstava grafiky, Brno
- 1971 Galerie bratří Čapků, Praha
- 1978 Mostra del cristallo d'arte Boemo, Mantova
- 1979 San Marino
- 1979/1980 The Art of Glass, Chicago, Los Angeles
- 1980 The Corning Museum of Glass, New York
- 1980 Zentralschweizer Glaspreis, Luzern
- 1980n Modernes Glas aus der Tschecoslowakei, Bremen
- 1981 Czechoslovakian Glass 1350-1980, The Corning Museum of Glass, New York
- 1982 Galerie Baden-Baden
- 1983 Rheinbach
- 1984 Toronto
- 1987 Glaskunst n Köln - heute
- 1992/1993 Liége, Luxembourg
- 1995 Glaskunst, Euskirchen
- 1996 Kohinoor Art Gallery, Karlsruhe
- 1998 Luzern
- 1999 Art exhibition Bürgerhaus, Euskirchen
- 2000 Glasplastik und Garten, Münster
- 2001 WERU Glaskunstpreis, Rudersberg
- 2002 Kunstausstellung in Kreishaus, Euskirchen

### Díla
Rodinná firma Kepkových se věnuje technikám lehání skla, broušení, řezání, pískování, rytí, malbě na sklo a kombinaci skla s dalšími materiály. V 70. letech používali Kepkovi k opracování skla i některé netradiční metody, jako štípání nebo sekání skleněného bloku dlátem a následné broušení. Před emigrací do Německa Kepkovi navrhovali speciální trojrozměrné skleněné skulptury z bloků skla. Na počátku zpracovávali realistické motivy - figury, krajiny, portréty nebo městská panoramata, později i zcela abstraktní formy. Kromě autorských skleněných plastik a objektů tvoří hlavní část jejich produkce zakázky do architektury nebo výzdoba luxusních jachet a zámořských lodí. Mezi jejich klienty patří některá slavná jména, jako Ralf Schumacher nebo Stefi Graf.